# Vishnouisme
Cette page contient des caractères spéciaux ou non latins. S’ils s’affichent mal (▯, ?, etc.), consultez la page d’aide Unicode.
Le vishnouisme  (vaishnavisme) est un courant de l'hindouisme basé sur le système philosophique et religieux du Védanta. Sa pratique est la dévotion (bhakti) envers Vishnou comme Dieu suprême en tant que tel ou à travers ses incarnations Krishna et Rāma. C'est l'une des plus importantes expressions spirituelles de l'hindouisme avec le shivaïsme.
Le nom des dévots de la divinité, les vishnouites, est vaishnava (vaiṣṇava en sanskrit ; devanāgarī : वैष्णव), mais il désigne aussi toute chose en relation avec elle.
Il existe plusieurs filiations ou système religieux (saṃpradāya)  vishnouites. Les textes fondamentaux sont la Bhagavad-Gita, le Bhagavata-Purana, le Vishnou-Purana et les Bhakti-Sutra.

## Le culte

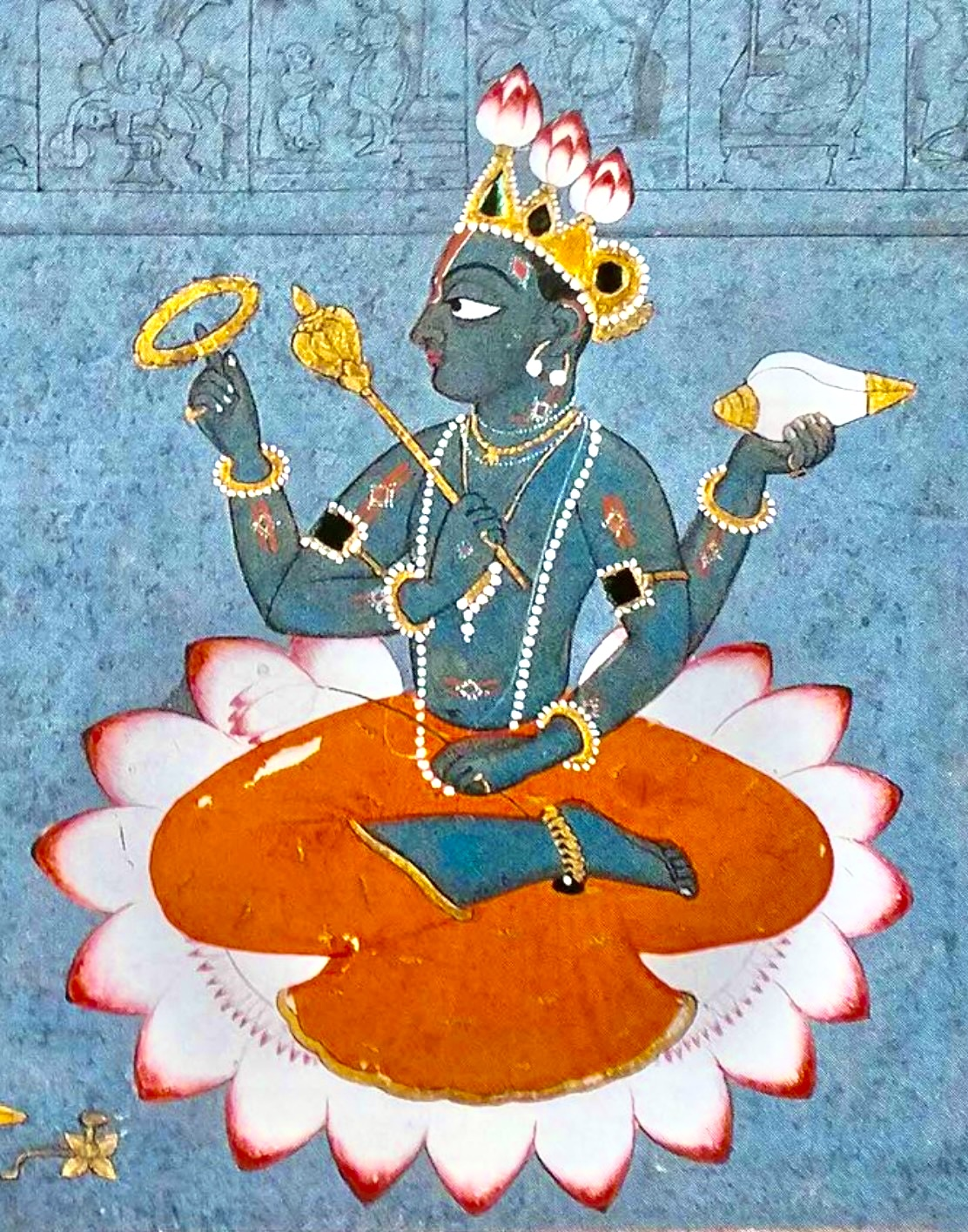
Vishnou assis en position du lotus.

- Krishna, né à Mathurā en Inde il y a environ 5 000 ans d'après la tradition hindouiste. Inaugurant le Kâlîyuga, le dernier âge du monde, avant la destruction, c'est, avec le guerrier Arjuna, le personnage central de la Bhagavad-Gîtâ.
- Rāma, le prince d'Ayodhya, le héros du Râmâyana.

Le septième avatar de Vishnou est Rāma, le huitième est Krishna et le neuvième change suivant les sources : Bouddha (avatara prédit dans le srimad bhagavatam) dans la grande majorité des écoles. L'intégration de Bouddha dans le panthéon hindou est apparue assez tardivement, probablement au VIIIe siècle ; ce procédé somme toute assez hardi est l'expression de la contre-réforme brahmanique au bouddhisme, entamée au IIe siècle av. J.-C. Certaines sources reconnaissent tous ceux qui précèdent comme de véritables avatara, augmentant par là le compte traditionnel de la Bhagavad-Gîtâ de dix (Kalki y compris, qui apparaîtra à la fin de l’ère présente, le Kali Yuga) à pas moins de 27, c'est le cas du Srimad Bhagavata qui en compte 22.
La dévotion ne s'accompagnant pas d'exclusion en Inde, il est difficile de compter les vaishnava. Cependant, on considère généralement qu'ils représentent 75 à 80 % des hindous, le reste étant des shivaïtes.[réf. nécessaire]

La tirunama, tilak des vishnouïtes de la Sri Sampradaya

## Les filiations (saṃpradāya)
Le vishnouisme comporte quatre filiations spirituelles ou systèmes religieux (saṃpradāya) ayant pour origine le niveau transcendantal de la divinité. Quatre divinités ont pris forme humaine à des époques différentes pour initier 4 filiations vaishnavas basées sur les différents systèmes philosophiques du Védanta. Elles sont :
- le Brahma sampradaya, basé sur la doctrine dualiste (dvaita) de Madhva, avec sa sous-branche gauḍīya de Caitanya Mahaprabhu (voir ci-après).
- le Rudra sampradaya,  basé sur la doctrine de dualité dans la non-dualité (dvaitādvaita) de Nimbārka.
- le Kumara sampradaya, basé sur la doctrine du moniste pur (śuddhādvaita) de Vallabhācārya.
- le Laksmi sampradaya, basé sur la doctrine de la non-dualité nuancée (viśiṣṭādvaita) de Rāmānuja.

### Le Vaishnava-gaudiya
Au XVe siècle, Krishna est apparu sous les traits de Sri Caitanya Mahaprabhu (1486-1534) et a propagé le dharma (devoirs spirituels) pour la période que nous traversons (Kali Yuga). Apparu au sein de la brahma sampradaya, il a instauré la pratique du chant congrégationnel des saints noms de Krishna.
Cette pratique spirituelle dévotionnelle fut apportée en Occident en 1965 par Srila A.C. Bhaktivedanta Swami Prabhupada, alors âgé de 70 ans. Jusqu'à sa disparition en novembre 1977, il a répandu dans la majeure partie des pays du globe cette pratique du mantra :
Hare Krishna Hare Krishna Krishna Krishna Hare Hare
Hare Rama Hare Rama Rama Rama Hare Hare
D'où le nom de ce mouvement communément connu comme le mouvement Hare Krishna.
A.C Bhaktivedanta Swami a eu un disciple du nom de Gour Govinda Swami qui a poursuivi la mission du mouvement pour la conscience de Krishna. Il a prêché à travers le monde entier la voie de la Bhakti.
Il a quitté son corps en février 1996.
Dans la lignée disciplique issue de Caitanya Mahaprabhu il y a eu Sri Srimad Bhaktivedanta Keshava Goswami Maharaja, le maître spirituel de Narayana Goswami Maharaja. Lequel a quitté son corps en 2009. 
Ses deux grandes personnalités ont fait de la prédication leur mission de vie et ont à leur tour, donné l'ordre du renoncement Sanyasa à bon nombre de disciples. Lesquels dans leur grandeur d'âme et d'humilité poursuivent la transmission du message divin. Krishna est "the supreme maintener", the supreme personnality of Godhead. Our ultim goal is to go back to His abode and serve Him.
The mean to do it is to surrender unto the lotus feet of a bonafide spiritual master. Sadhu Sanga is the only way.

### Le Vaishnava-sahajiyâ
Le Bengale a connu au XVe siècle un mouvement très populaire appelé Vaishnava-sahajiyâ et qui préconisait la vénération de Vaishnavî, la shakti de Vishnu, l'une des mâtrikâ, plutôt que celle de la divinité elle-même.

## Les Vaishnava-Upanishad
Les Vaishnava-Upanishad sont un sous-ensemble de 14 textes appartenant aux Upanishad qui traitent de la divinité sous ses formes diverses et qui la considèrent comme la source de toutes choses. Ils rassemblent les Upanishad suivants :
- no 18 : Nârâyana
- no 27 : Nrisimhatâpanîya
- no 52 : Tripâdvibhûtimahânârâyana
- no 54 : Râmarahasya
- no 55 : Râmatâpanîya
- no 56 : Vâsudeva
- no 68 : Avyakta
- no 91 : Târâsâra
- no 95 : Gopâlatâpinîya
- no 96 : Krishna
- no 100 : Hayagrîva
- no 101 : Dattâtreya
- no 102 : Garuda
- no 103 : Kâlisantarana